# Freilichtbühne Greven-Reckenfeld

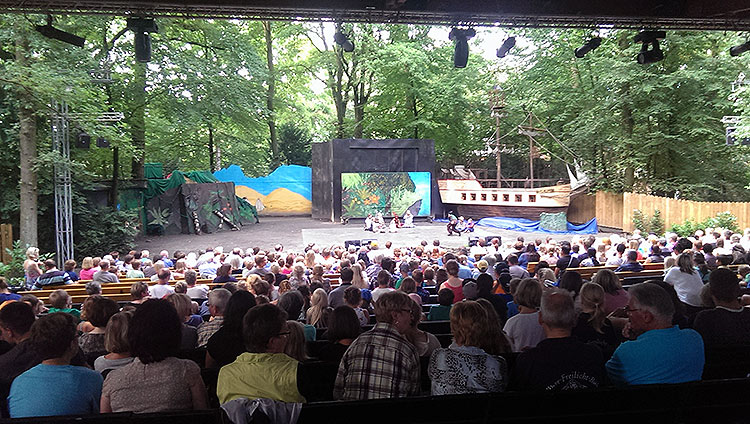
Zuschauerraum und Freilichtbühne Greven-Reckenfeld

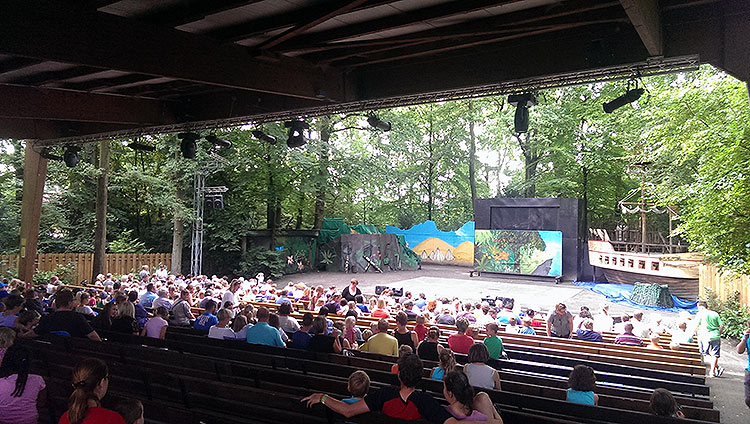
Zuschauerraum und Freilichtbühne Greven-Reckenfeld

Die Münsterländische Freilichtbühne Greven-Reckenfeld ist eine mittelgroße Freilichtbühne mit 720 Sitzplätzen, von denen die Hälfte überdacht sind. Sie liegt in einem Waldstück im Grevener Ortsteil Reckenfeld nahe Emsdetten und befindet sich im Besitz des Vereins Münsterländische Freilichtbühne Greven-Reckenfeld e.V. Die Freilichtbühne wird von Amateurschauspielern bespielt.

## Geschichte
Der Verein wurde 1947 von Lothar Fabian gegründet. Im Gründerjahr spielte die Hobby-Schauspielergruppe das Theaterstück Das Waldhaus in einem Saal in Reckenfeld. Im Folgejahr wurde der Saal zu klein und die Vorstellung vom Gestiefelten Kater erfolgte auf dem Hof. Damit entstand die Idee zu einer Freilichtbühne.
Die erste Freilichtbühne entstand 1953 auf einem kirchlichen Gelände am Haus Marienfried in Reckenfeld. Eingeweiht wurde sie am 5. Juli 1953 mit dem Stück Krach um Jolanthe. Da der Platz von der Kirchengemeinde anders genutzt werden sollte, suchten die Verantwortlichen nach einer neuen Möglichkeit, eine Freilichtbühne aufzubauen. Sie fanden einen Platz auf dem Hof Leißing in Reckenfeld. Dort wurde am 11. Juni 1962 die neue Freilichtbühne mit dem Stück Die lustigen Weiber von Windsor eröffnet.
1976 wurde die Laienspielschar als Münsterländische Freilichtbühne Greven-Reckenfeld e.V. in das Vereinsregister eingetragen. Lothar Fabian, der Gründer und seit Bestehen Vorsitzender des Vereins starb am 16. Januar 1989. Der zu diesem Zeitpunkt 2. Vorsitzende Paul Schulze-Temming-Hanhoff wurde zum 1. Vorsitzenden und Klaus-Dieter Niepel zum 2. Vorsitzenden gewählt. Während sich Paul Schulze-Temming-Hanhoff überwiegend um die Verwaltung kümmerte, engagierte sich Klaus-Dieter Niepel im Spielbetrieb. 1995 übernahm Klaus-Dieter Niepel den Vorsitz. Für das 50-jährige Jubiläum wurde die Bühne von Grund auf umgebaut. Der Verein kaufte im selben Jahr das heutige Bühnenareal. Mit Anatevka wurde zum ersten Mal ein Musical aufgeführt, welchem weitere Musicals folgten. Aber auch zeitkritische Stücke, Komödien, Krimis, Märchen und Kinderstücke stehen auf dem Spielplan. Seit 1984 ist der Verein auch in den Wintermonaten aktiv, in denen er mit seinen Stücken in verschiedenen Städten gastiert.
Im Jahr 2007 hatte der Verein knapp 600 Mitglieder, von denen 270 aktiv am Geschehen teilnehmen. Durch Schulungen werden die Aktiven in allen Bereichen der Theaterarbeit gefördert. Zu dem Vorstellungen kamen im Jahr 2007 ca. 15.000 Zuschauer.
Im Jahr 2008 gab Klaus Dieter Niepel das Amt des 1. Vorsitzenden ab und seine Nachfolgerin wurde Viola Niepel. Eine Herausforderung stellte für den Verein die Neugestaltung des Eingangsbereiches für die Zuschauer und der Neubau der Geschäftsstelle dar. Mit Abschluss der Sommersaison 2011 waren die Bauarbeiten dazu abgeschlossen. 2015 wurde Heinz Neumann neuer 1. Vorsitzender während Patric Sohrt den 2. Vorsitz übernahm.

## Stücke / Chronik
- 1947: Der Kuhhandel, Das Waldhaus, Der Bauernstreit
- 1948: Der gestiefelte Kater, Petroleum in Poppenbüttel, Schuld und Sühne, König Drosselbart, Schneeweißchen und Rosenrot
- 1949: Die Orgel, Krankes Herz wird wieder jung, Der Weg nach Weihnachten
- 1950: Barbaren, Stadt Grünwiesel, Parzifal, Herzen im Sturm
- 1951: Der zertanzte Schuh, Mutterliebe – Mutterleid
- 1952: Um die Heimatscholle
- 1953: Alles um eine Frau, Der zerbrochene Krug, Krach um Jolante
- 1954: Wenn der Hahn kräht, Die fidele Tankstelle, Der Weg nach Weihnachten
- 1955: Petroleum in Poppenbüttel, Die Orgel
- 1956: Die fröhliche Wanderschaft, Der Meineidbauer
- 1957: Der eingebildete Kranke, Sturm im Wasserglas
- 1958: Die Glücklose, Glück im Erntekranz
- 1959: Familienanschluss, Förster Anni
- 1960: Der gestiefelte Kater, Jedermann, Es zogen drei Burschen
- 1961: Altes Herz wird wieder jung, Üb immer Treu und Redlichkeit, Minna von Barnhelm
- 1962: Die lustigen Weiber von Windsor, Die Freier
- 1963: König Drosselbart, Der Biberpelz, Der Diener zweier Herren
- 1964: Johannisfeuer, Der Biberpelz, Die tolle Katrin
- 1965: Das tapfere Schneiderlein, Die Nachbarn, Der Lügner
- 1966: Der Zauberschwan, Der Millionengärtner, Urfaust
- 1967: Der Teufel mit den drei goldenen Haaren, Der zerbrochene Krug, Petroleum in Poppenbüttel
- 1968: Der Eisenhans, Der ewige Taugenichts, Auf Teufels Schubkarre
- 1969: Jorinde und Joringel, Das Wirtshaus im Spessart, Für die Katz
- 1970: Rumpelstilzchen, Die Weiber von Schorndorf
- 1971: Das Patengeschenk, Der tolle Blomberg
- 1972: Der Zauberschwan, Die lustigen Weiber von Windsor, Die vergnügte Tankstelle
- 1973: Das tapfere Schneiderlein, Für die Katz, Oh, diese Männer
- 1974: Neues vom Räuber Hotzenplotz, Urfaust, Der Wunderdoktor
- 1975: Räuber Hotzenplotz 3, Der Biberpelz, Urlaub in St. Grobian
- 1976: Pippi Langstrumpf, Die tolle Katrin, Wenn du Geld hast
- 1977: Kasper und die Honigdiebe, Dalli, dalli kleine Koch, Der kerngesunde Kranke
- 1978: Pünktchen und Anton, Der Teufel mit den drei goldenen Haaren, Das Loch im Zaun
- 1979: Die kleine Hexe, die nicht böse sein konnte, Pinocchio, Hilfe ich liebe einen Gammler
- 1980: Neues vom Räuber Hotzenplotz, Der Zauberschwan, Hilfe ich liebe einen Gammler, Der Hochstapler
- 1981: Räuber Hotzenplotz 3, Rumpelstilzchen, Der verkaufte Großvater
- 1982: Die Schöne und das Tier, König Drosselbart, Das Verlegenheitskind
- 1983: Das tapfere Schneiderlein, Schneewittchen und die sieben Zwerge, Die Kartenlegerin
- 1984: Der gestiefelte Kater, Aschenputtel, Zwangseinquartierung
- 1985: Pippi Langstrumpf, Dornröschen, Petroleum in Poppenbüttel
- 1986: Die Bremer Stadtmusikanten, Fazz und Zwo, Der ewige Taugenichts
- 1987: Kasper und die Honigdiebe, Der Schatz des Alibaba, Das Hörrohr
- 1988: Pünktchen und Anton, Die Kette des Kalifen, Das Loch in der Gerechtigkeit
- 1989: Die kleine Hexe, die nicht böse sein konnte, Der Sultan mit dem Mann im Ohr, Rendezvous im Bauernkasten
- 1990: Der Flohprinz, Das Gespenst von Canterville, Das Haus in Montevideo
- 1991: Das Dschungelbuch, Charleys Tante, Das Tagebuch der Anne Frank
- 1992: Das Dschungelbuch, Max und Moritz, Die Feuerzangenbowle
- 1993: Jim Knopf und Lukas der Lokomotivführer, Don Camillo und Peppone, Glückliche Umstände
- 1994: Der Zauberer von Oz, Der Tag an dem Papst gekidnappt wurde
- 1995: Die Biene Maja, Wir Kinder vom Bahnhof Zoo
- 1996: Pinocchio, Der Hexer, Gute Nacht Zuckerpüppchen
- 1997: Die kleine Hexe, Anatevka
- 1998: Das Dschungelbuch, Die Weiße Rose
- 1999: Pippi Langstrumpf, My fair Lady
- 2000: Arielle, Die drei Musketiere
- 2001: Peter Pan, Ein Sommernachtstraum
- 2002: Die Schöne und das Biest, Hexenjagd
- 2003: Michel in der Suppenschüssel, Dracula
- 2004: Der Räuber Hotzenplotz, Linie 1
- 2005: Ronja Räubertochter, Das Wirtshaus im Spessart
- 2006: Simba, König der Löwen, Elixier
- 2007: Urmel aus dem Eis, Anatevka
- 2008: Die kleine Hexe, Der kleine Horrorladen, Gefährliche Liebschaften
- 2009: Biene Maja, Cabaret
- 2010: Pippi Langstrumpf, My Fair Lady
- 2011: Das Dschungelbuch, Dreigroschenoper, Ladies Night
- 2012: Räuber Hotzenplotz, Im weißen Rößl, Ladies Night
- 2013: Die Schöne und das Biest, Romeo und Julia
- 2014: Jim Knopf und Lukas der Lokomotivführer, Schlager lügen nicht, Ladies Night
- 2015: Peter Pan, Fame, Schlager lügen nicht, Ladies Night
- 2016: Der kleine Tag, Toast Hawaii, Schlager lügen nicht
- 2017: Michel in der Suppenschüssel, Zum sterben schön, Tratsch im Treppenhaus, Kalender Girls
- 2018: Ronja Räubertochter, Der nackte Wahnsinn, Tratsch im Treppenhaus
- 2019: Die kleine Hexe, Ein Käfig voller Narren – La Cage aux Folles, Pension Schöller
- 2020: Die Welle, Gretchen89ff, Pension Schöller
- 2021: - (Corona-Zwangspause)
- 2022: Ritter Rost, Currywurst mit Pommes, Zickenzirkus
- 2023: Pippi Langstrumpf, Linie 1, Zickenzirkus
- 2024: Das Sams, Adams Family
- 2025: Peter Pan - Fliege deinen Traum, Ein Sommernachtstraum